# 織田政權
織田政權（日语：／ Oda seiken）指的是日本永祿11年（1568年）至天正11年（1583年）期間，由織田信長建立的武家政權。

## 簡介
織田政權的特色，為建立治軍嚴明但用人唯才的織田軍，對西方人在大航海時代來到東方所帶來的南蠻文化等各種文化有非常強烈的興趣，以及樂市樂座、檢地等新基礎政策的採用。織田信長在成為「天下人」（意為天下霸主）的統一事業，也就是其以「天下布武」思想建立統治全日本的政權的過程中，構築強有力的中央集權基礎，後來的豐臣政權及江戶幕府都繼承了這一點。

## 歷史

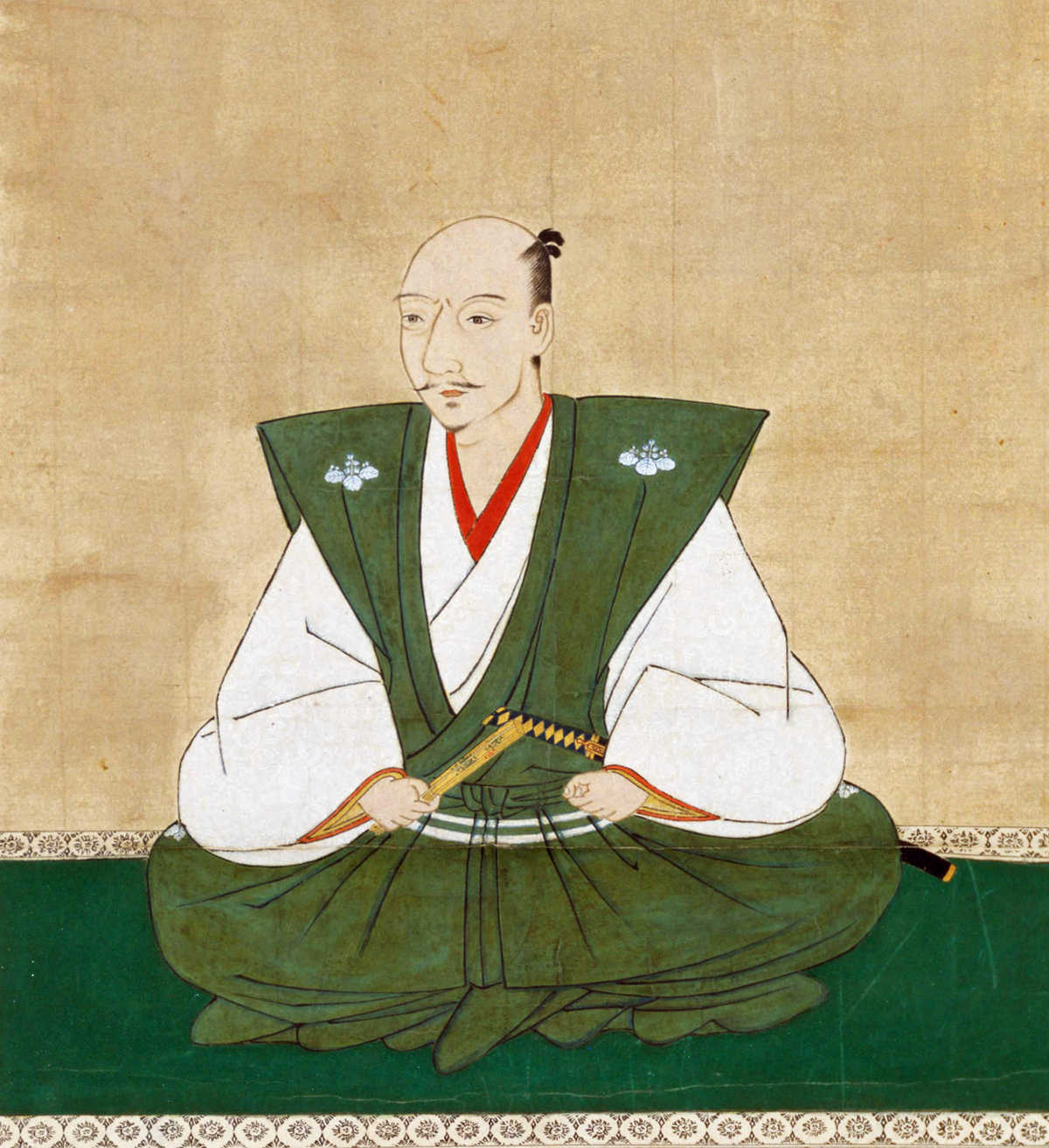
織田信長

### 織田政權的起始
永祿之變後，室町幕府為三好氏所支配。1568年信長以擁立足利義昭為幕府將軍的大義名分開始上洛。對抗信長上洛的南近江戰國大名六角義賢、六角義治父子在織田軍的猛攻觀音寺城下落陷後逃亡至伊賀國。此後六角家則展開反抗信長的游擊戰。眼見信長的上洛行動，執中央政治牛耳的三好義繼、松永久秀等人瞭解到信長的實力而向信長表示臣服，其他隸屬於三好三人眾的勢力多數逃亡至阿波。剩下如池田勝正、篠原長房等人也投降信長。足利義昭成為十五代室町幕府將軍後，曾勸信長繼承管領斯波家或擔任副將軍之位，但信長拒絕了足利義昭的提議，只接受足利家桐紋和斯波家同等待遇（上洛之戰）。
1569年（永祿十二年）一月，趁信長率領織田軍主力返回美濃的空隙時，三好三人眾與齋藤龍興等美濃浪人共謀襲擊足利義昭的臨時御所六條本圀寺。信長的援軍在大雪中僅用兩天就抵達京都。在信長抵達前，明智光秀、池田勝正等援軍已擊退三好、齋藤聯軍，是為本圀寺之變。元月，呼應三好軍的入江春景於高槻城遭信長進攻。春景投降後，信長不再原諒其背叛而將之處刑，讓和田惟政接管高槻城。同日，信長要求堺臣服並交出2萬貫的矢錢軍用金。原先堺會合眾仰賴三好三人眾抵抗信長，但在三好三人眾敗退後只有臣服。

### 反信長包圍網
控制幕府的信長持續擅自擴權並限制足利義昭的行動，致使足利義昭謀劃與甲斐的武田信玄、安藝的毛利元就、越後的上杉謙信、越前的朝倉義景、北近江的淺井長政、攝津大坂的本願寺顯如等戰國大名聯合反制信長，形成針對信長的信長包圍網，但最後足利氏仍慘敗在信長之下。1573年，信長流放室町幕府的末代將軍足利義昭促成室町幕府的滅亡，其後又陸續消滅了朝倉家及淺井家兩家大名，迫使伊勢國司北畠具房將家督之位讓給信長次子織田信雄。他還平定了長期支配室町幕府政權的三好義繼、松永久秀等南近畿勢力。

### 信忠家督時期
不久之後，信長將居城岐阜城及美濃、尾張二國和織田家家督之位讓給嫡長子織田信忠，信長於南近江建造了雄偉的安土城作為政權的象徵，遷居安土城後的信長屬於半隱退狀態，不再親自對外討伐不肯臣服的大名（信長最後一次親自對外征伐，主要攻略的目標是毛利家，但還未征伐就被叛臣明智光秀殺害於京都本能寺），討伐大名之事皆交由嫡長子家督信忠，信長則號稱天下人。就任家督後的信忠居住在岐阜城執行政務，不過父親信長並沒有讓出全部權力，於是變成二元政治。後來代替專注於進攻其他戰國大名的父親天下人信長施行內政及征伐的情況變多。信忠擔任家督後，首要攻略目標就是位在東國甲斐繼承武田家之主武田信玄遺缽的武田勝賴，在安土城的信長令信忠、家臣明智光秀、三河大名德川家康（與信長是半盟友半臣服的關係）等人討伐武田勝賴，甲斐的武田勝賴於1575年企圖率軍攻擊三河長篠城的德川守軍，武田騎兵軍團與織田、德川聯軍在三河設樂原間展開決戰，由於織田一方使用了鐵炮（火繩槍）等新式武器，造成武田家折損諸多重臣，長篠之戰致使甲斐源氏名門武田家迅速走向衰落，導致武田家於1582年滅亡。 武田家衰亡後，信長以近畿為核心，向四周快速擴張。
另外，北陸的攻略目標為上杉謙信，信長令重臣之首的猛將柴田勝家、羽柴秀吉等人討伐，但因柴田勝家、羽柴秀吉在軍事會議上對於擊退越後的上杉謙信的看法不一致，導致羽柴秀吉主動退出擊退上杉家的軍事行動，因家臣對攻略看法不同內鬨，被上杉家家督上杉謙信所發現，在手取川之戰中擊敗織田家，柴田勝家大敗而歸。後因上杉家家督上杉謙信腦溢血急逝，上杉家馬上就陷入了家督之爭（史稱御館之亂），才讓越前免於落入上杉家手中。手取川之戰大敗，讓信長十分惱火，參與北陸攻略目標的柴田勝家被信長訓斥，羽柴秀吉被軟禁於長濱城，等待信長的命令，後來因家臣松永久秀謀反，信長派家督信忠及羽柴秀吉等人親討，於信貴山城之戰擊敗松永久秀，羽柴秀吉重新獲得信長信任，被派往西國播磨攻略毛利家。
1580年，攻略北陸的總大將柴田勝家完全平定長期在加賀作亂達90多年的加賀一向一揆，這是越前朝倉家歷代當主與朝倉宗滴不曾做到的壯舉。1581年為防範上杉軍透過伊達家家臣遠藤基信與伊達家外交並聯手。1582年3月攻擊上杉家的魚津城及松倉城 (越中國)，6月3日攻陷魚津城後，包圍松倉城時，得知主君信長和信忠在京都本能寺被明智光秀殺害身亡的消息後，勝家曾經嘗試很多次趕往京都了解情況，但麾下軍隊受到上杉軍的追擊，未能如願趕往京都。於6日當晚撤軍返回居城北之庄城。

### 本能寺之變與信長父子之死
1582年 6月2日，信長在支援攻略西國中國地方的總大將羽柴秀吉的旅途中借宿京都本能寺之夜被織田家叛臣明智光秀突然發動的兵變，信長和身為家督的信忠先後戰死，信長在有生之年未能如願統一全日本，是為本能寺之變。當時作為攻略西國中國地方的總指揮官，位處備中正與毛利家對峙的羽柴秀吉，在得知消息後迅速的與毛利輝元講和並率軍急速東返（中國大返還），並於山崎之戰中擊敗了叛臣明智光秀替信長復仇成功。

### 政權崩壞
信長、信忠慘死於本能寺之變後，羽柴秀吉在山崎之戰中擊敗明智光秀，其在織田家家中的發言力也大增。在清洲會議上，織田家家臣聚集在尾張清洲城討論織田家的家督後繼者，秀吉在得到多數織田族人與家臣支持下，擁立尚在襁褓的信忠長男三法師（元服後稱織田秀信）繼任家督。但為此得罪了同屬織田重臣的柴田勝家，導致其擁立信長三子織田信孝對抗秀吉。會議的最後結果決定以三法師為織田家第三代家督，同時讓信孝作為三法師的監督人身份管理織田家。
在此之後，秀吉利用三法師把信長、信忠的後繼者們逐步排除出去。先是透過攻擊柴田勝家的養子勝豐使其降服，並在其後孤立了信孝並奪取了三法師。在得到了三法師後，秀吉『挟天子以令诸侯』，在1583年的賤岳之戰中把柴田勝家和織田信孝消滅，而其他重臣如瀧川一益等也相繼降伏。其他隸屬勝家的北陸攻略軍麾下信長其他的家臣，如前田利家和金森長近等也紛紛倒向秀吉。
對此情況不滿的信長次男織田信雄，在天正12年（1584年）與信長的前盟友徳川家康結盟，並掀起了反抗秀吉的大旗。雖然兵力上秀吉擁有龐大的優勢，但在家康巧妙的戰術下秀吉在小牧·長久手之戰中慘敗於家康。之後，秀吉改變策略，改為攻擊美濃國的信雄領地，最後信雄因為頂不住秀吉龐大的優勢軍力而決定單獨與秀吉講和。在講和後，不管是家康還是秀吉都失去了繼續戰鬥的大義名分，所以兩家決定和睦。
最後，由豐臣政權取代織田政權繼續完成信長未竟的統一大業。

## 織田政權期間織田家當主
| 代 | 肖像 | 姓名     | 官職            | 生卒年        | 在職期間      |
| -- | ---- | -------- | --------------- | ------------- | ------------- |
| 初 |      | 織田信長 | 右大臣          | 1534年-1582年 | 1568年-1582年 |
| 二 |      | 織田信忠 | 秋田城介→右大臣 | 1555年-1582年 | 1576年-1582年 |
| 末 |      | 織田秀信 | 侍從→權中納言   | 1580年-1605年 | 1582年-1583年 |

## 備註
1. ↑  正親町天皇登基於1557年，在位直至1586年，此處的1568–1583年是指正親町天皇在織田政權期間擔任天皇的年份。
2. ↑  一般的日本學界認為，足利義昭於1573年被織田信長逐出京都後室町幕府就毀滅了，但足利義昭依然保持「征夷大將軍」這一稱號直到1588年。